# 真盛

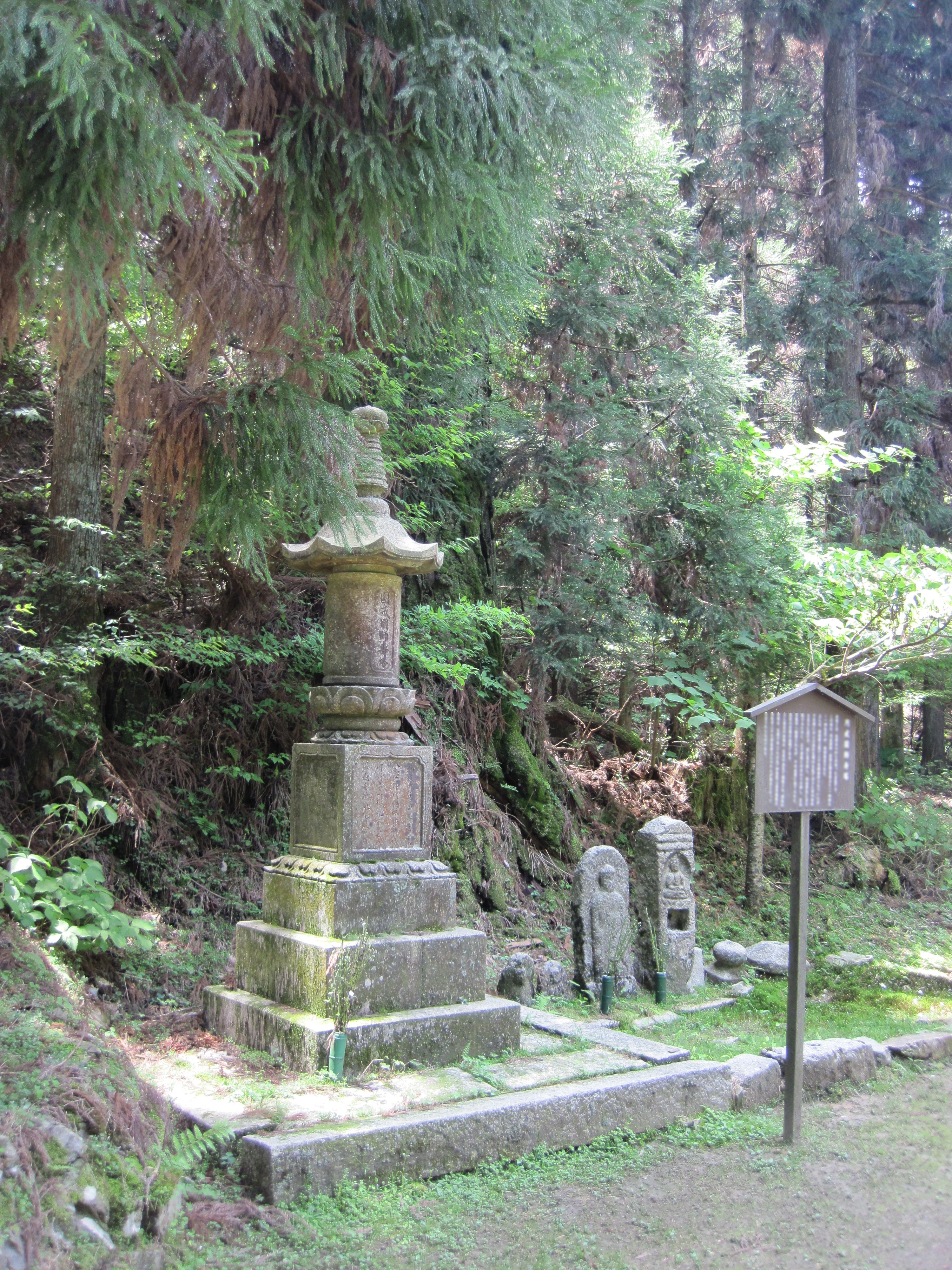
円戒国師寿塔、寿塔とは生前つくった墓、黒谷青龍寺に隠遁する直前に決死の覚悟の表明として建立、現在のものは天保年間に再建されたもの、滋賀県大津市比叡山延暦寺

真盛（しんせい、嘉吉3年1月28日（1443年2月27日） - 明応4年2月30日（1495年3月26日））は、戦国時代の天台宗の僧。諡号は円戒国師・慈摂大師。伊勢国一志郡仰木
(現在の三重県津市一志町)の出身で、父は小泉左近尉藤能。天台宗真盛派（現在の天台真盛宗）の祖。

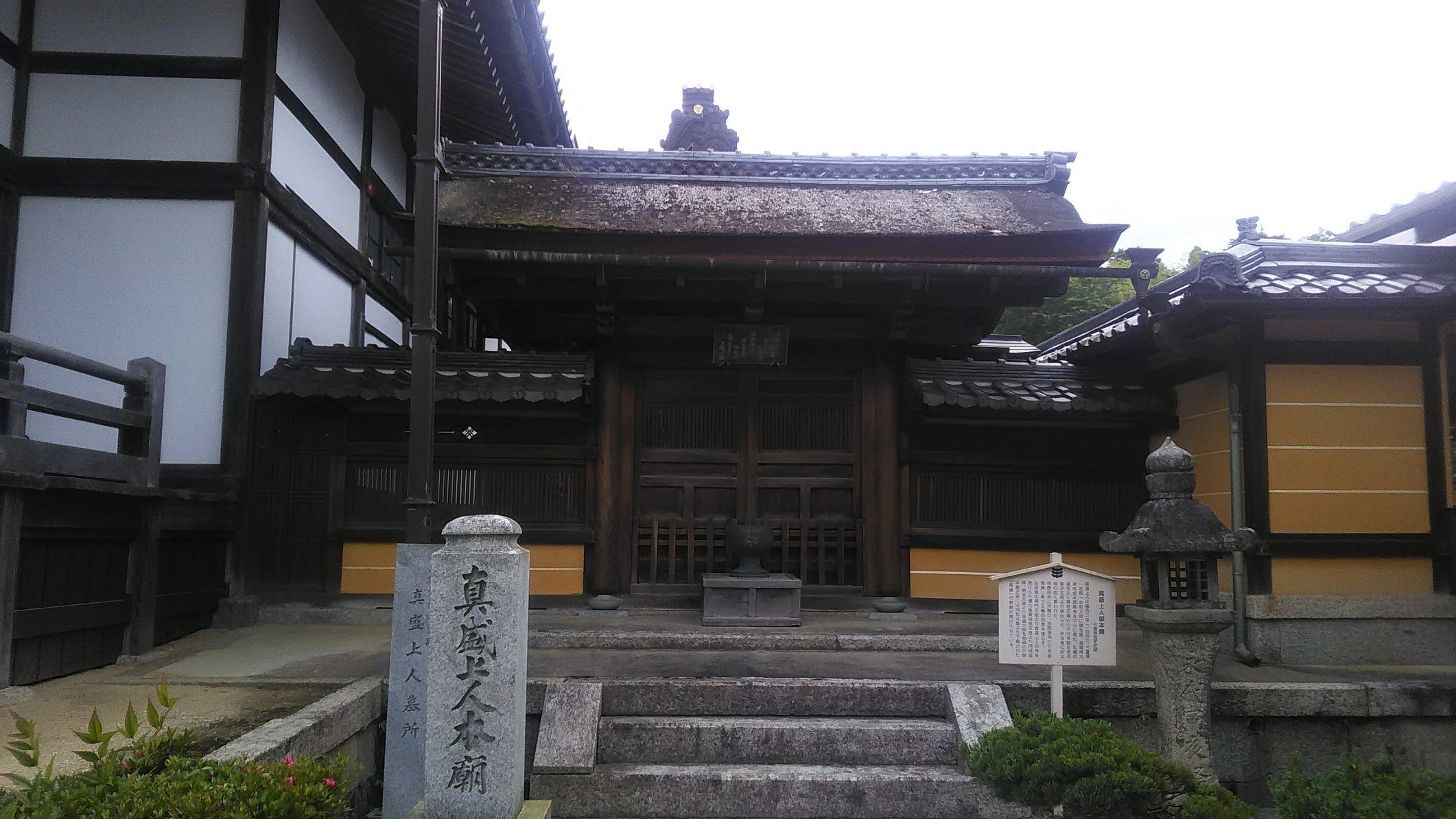
真盛廟(三重県指定史跡・伊賀市西蓮寺)

比叡山西塔の慶秀に師事し、天台宗の教学を学んだ。その後、同所にある黒谷青龍寺に隠遁し、「往生要集」に拠り称名念仏を唱えた。戒律と称名念仏の一致を唱え、宮中や公家・女官・守護などに無欲と慈悲を説いた。かつて良源や源信などが住み、円観が円頓戒の本寺としたこともある近江国坂本の西教寺を再興して、天台宗真盛派の本寺とした。三重県伊賀市長田の西蓮寺で没し本堂横に霊廟がある。